# Jacques Catts Pressoir
Jacques Catts Pressoir (ur. 1892, zm. 8 września 1954) – haitański chemik, historyk, geograf i fizyk, zajmujący się również geologią. Poświęcał się także działalności społeczno-politycznej.
Kształcił się w Lycée Petion w Port-au-Prince. Następnie studiował w stołecznych École des Sciences Appliquées i École Nationale de Medicine. W latach 1913–1922 i 1931–1944 pracował jako wykładowca filozofii, nauk społecznych, fizyki i chemii w Lycée Petion. Był jednym z założycieli powołanego w 1923 Stowarzyszenia Historii i Geografii Haiti (pełnił kolejno funkcje jego sekretarza, sekretarza generalnego i, od 1947, prezesa). W 1947 został profesorem geografii w École Normale Superieure. Funkcję tę pełnił do 1950. W 1954 wybrano go na prezesa Stowarzyszenia Chemików i Przyrodników.
Jako historyk zajmował się dziejami medycyny i religii.

## Wybrane publikacje
- Elements de géologie d'Haïti (1943)
- Historiographie d'Haïti (wspólnie z Ernstem i Henockiem Trouillot, 1953)[1]